# Gouvernorat de Salfit
Le gouvernorat de Salfit est un gouvernorat de la Palestine.

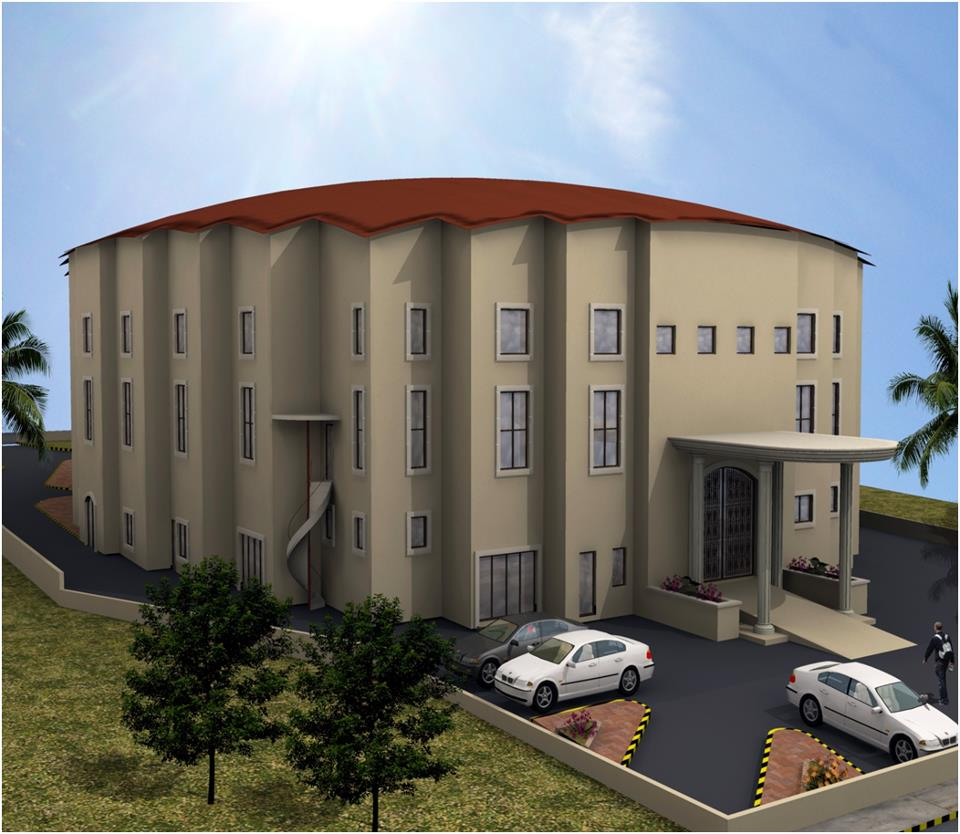
Salle de sport de Salfit